# Франко-савойская война
Французско-савойская война (фр. Guerre franco-savoyarde) — вооружённый конфликт между королевством Франция и герцогством Савойя из-за маркграфства Салуццо.

## Предыстория
В 1548 году скончался, не имея наследников, последний маркграф Салуццо — Габриэле, и в 1549 году французский король Генрих II аннексировал Салуццо.
В 1559 году в соответствии с Като-Камбрезийским миром савойский герцог Эммануил Филиберт получил обратно свои владения, оккупированные французами во время Итальянских войн. Салуццо было очень важно для Савойи, так как обеспечивало связь между савойскими владениями в Пьемонте и графством Ницца. Воспользовавшись неурядицами во Франции, герцог Карл Эммануил I 1 октября 1588 года занял территорию бывшего салуццского маркграфства под предлогом необходимости предотвратить проникновение в Италию Ледигьера, возглавившего гугенотов в Дофине.
Когда в 1595 году французский король Генрих IV прибыл в Лион, то он предложил, чтобы во главе маркграфства встал один из сыновей герцога, управляя им на правах французского лена. Однако савойский герцог заявил, что эти земли являются его собственностью, так как его предки были в XIV веке сюзеренами маркграфов Салуццских.
20 декабря 1599 года французский король принял савойского герцога в Фонтенбло. Генрих предложил Карлу-Эммануилу выбор: либо просто вернуть маркграфство Франции, либо оставить его за собой, но передать Франции Бресс, долину Юбая (с Барселоннетом), долину Стура-ди-Демонте, долину Перозы и город Пинероло.
Герцог савойский попросил три месяца на размышление. Это время он потратил на сбор войск. 5 августа 1600 года Никола де Силлери сообщил Генриху IV о приготовлениях герцога, и французский король потребовал ответа в связи с истечением трёхмесячного срока. Герцог ответил, что предпочитает войну тем условиям, что ему предлагали. Тогда король 11 августа объявил войну, чтобы не дать подготовиться союзному Савойе испанскому губернатору Милана.

## Ход войны
Изначально французский король подготовил к войне 8-тысячное войско, но это количество быстро удвоилось. Главный начальник артиллерии герцог Сюлли приказал отправить в действующую армию лучшие пушки из Лиона, Дофине, Бургундии, Прованса и Лангедока, что позволило за короткое время сформировать артиллерийские силы хорошего качества. Сразу после объявления войны французская армия под командованием Бирона и Ледигьера перешла границу.
Савойский герцог полагался на мощь своих укреплений и помощь союзников, однако его надеждам не суждено было сбыться. 13 августа Бирон занял город Бурк-ан-Брес и осадил цитадель. 14 августа Генрих IV разместил свой штаб в Гренобле. 16 августе Шарль II де Креки в присутствии короля и Ледигьера захватил Монмельян. 17 августа французская армия подошла к Шамбери, и французский король дал его жителям четыре дня на то, чтобы сдаться; 21 августа город открыл ворота. В тот же день были взяты Белле и Румийи, а Экс-ле-Бен был оставлен своими жителями.
22 августа корпус Ледигьера двинулся от Монмельяна к Сен-Пьер-д'Альбиньи. 23 августа, оставив часть войск блокировать город Конфлан, Ледигьер двинул основные силы к замку Миолан. Французская артиллерия оказалась решающим доводом, и 27 августа замок капитулировал. 10 сентября капитулировал прикрывавший вход в долину замок Шарбоньер, оборонявшийся пьемонтцами. 17 сентября французы заняли Сен-Мишель-де-Морьен, взяв таким образом под контроль всю долину Морьен.
5 октября состоялось триумфальное вступление французского короля в Анси.
В ноябре подошла армия савойского герцога, однако ухудшившиеся погодные условия сделали продолжение боевых действий невозможным.

## Результаты
17 января 1601 года был подписан Лионский договор, в соответствии с которым за Савойей осталось маркграфство Салуццо, а за Францией — захваченные ей территории. Савойя выплатила Франции 300 тысяч ливров.